# Alexander Papaconstantinou
Alexander ”Alex P” Papaconstantinou
Låtskrivare, musiker och musikproducent.  Född 29 december 1979 i Brännkyrka, Sverige. 
Alex har belönats med guld- och platinaskivor och har skapat hits åt bland andra artister Jennifer Lopez, Enrique Iglesias, Arash, Nicki Minaj, Anna Vissi, Paulina Rubio, Eleni Foureira, Tamta, Stephen Simmonds, Helena Paparizou, gruppen Antique, Sarbel.
Alex har också skrivit ett antal uppmärksammade låtar till Eurovision Song Contest för Eleni Foureira, Tamta, Idi Adamou och Andromache (Cypern), Aysel och Arash (Azerbajdzjan), Sarbel (Grekland). 
2011 antog Alexander Papaconstantinou produktionspseudonymen ”Alex P” och började samarbeta med musikproducenten RedOne. Alex gick med i RedOnes produktion och 2101 Songs-skrivarteam. Samarbetet fortsatte fram till 2014. 
Sedan 2017 är han medlem i popbandet VAX. 
Tillsammans med Adam Baptiste har Papaconstantinou också krediterats som en utvald artist under namnet "The WAV.s".
Bror till programpresentatören Ritza Papaconstantinou.

## Eurovision Song Contest
- 2007: "Yassou Maria" - Sarbel (Grekland)
- 2009: "Always" - Aysel & Arash (Azerbajdzjan)
- 2012: "La La Love" - Ivi Adamou (Cypern)
- 2018: "Fuego" - Eleni Foureira (Cypern)
- 2019: "Replay" - Tamta (Cypern)
- 2022: "Ela" - Andromache (Cypern)